# مایکل ریچارد پلامن
مایکل ریچارد پلامن (به انگلیسی: Michael Richard Plowman) زاده ۲۰ ژوئیه ۱۹۶۵ آهنگساز موسیقی متن فیلم و ارکستر بریتانیایی است؛ و از آهنگسازی او می‌توان در فیلم جایی پرت برای مردن، قرارداد کشتن، در برابر اسلحه،  شکار برای کشتن و دیگر فیلمها اشاره کرد.